# Feilding

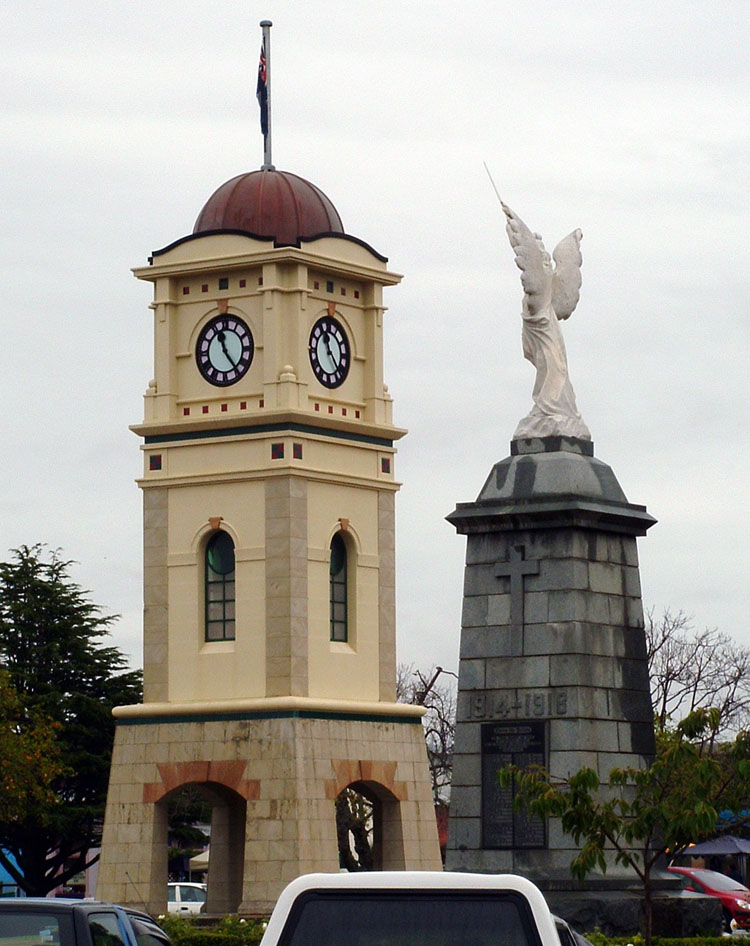
Manchester Square, met het oorlogsmonument en de klokkentoren

Feilding is een plaats in de regio Manawatu-Wanganui op het Noordereiland van Nieuw-Zeeland. Feilding ligt aan Highway 54, op 20 kilometer ten noorden van Palmerston North.
Feilding is een service plaats voor het omliggende gebied. In februari 2004 is de plaats gedeeltelijk overstroomd, waardoor 150 huizen onder water kwamen te staan.
Feilding heeft de jaarlijkse prijs voor Nieuw-Zeelands mooiste plaats dertien keer weten te winnen.

## Geschiedenis
De naam komt van kolonel William Feilding, die onderhandelde in de verkoop van 400 km² land door de provinciale regering van Wellington in 1871. De eerste immigranten arriveerden uit Groot-Brittannië op 22 januari 1874.

## Geboren
- Jed Brophy (1963), acteur en stuntman
- Tim Gudsell (1984), wielrenner
- Jesse Sergent (1988), wielrenner
- Sarah Hirini (1992), rugbyspeler